# Carlos Francisco Ametller
Carlos Francisco Ametller Clot, también Carles Frances Ametller i Clot o Ameller (Barcelona, 12 de noviembre de 1753-Cádiz, 14 de febrero de 1835) fue un médico, cirujano de la Armada Española, catedrático y director del Real Colegio de Medicina y Cirugía de Cádiz.

## Biografía
Nacido en Barcelona, durante su juventud se trasladó a Cádiz, donde se formó en el Colegio de Cirugía. Se incorporó al servicio militar en la Real Armada en 1774, donde cumplió servicios durante nueve años como cirujano ayudante. Sirvió en los navíos San Julián, Diligente, Rita, San Carlos y San Nicolás y participó en la fracasada expedición contra Argel bajo el mando del almirante Alejandro O'Reilly. Regresó a Cádiz desde La Habana en 1783, incorporándose como catedrático de mátemáticas y física experimental en el Real Colegio donde se formó, dando clases durante veintidós años sobre las distintas disciplinas de la medicina, desde fisiología a clínica. Al tiempo, ocupó los cargos de secretario, subdirector y, finalmente, director del centro (1811), fue médico de cámara del rey y ministro de capa y espada en el Consejo Supremo de Hacienda. Fue además nombrado miembro de la Real Academia de Medicina Práctica de Barcelona, de la de Sevilla y la de Murcia, de la Real Sociedad Bascongada y de la Academia de Medicina de París, entre otras sociedades. En 1830 fue galardonado con la Orden de Carlos III.
Escribió una manual de enseñanza médica y Copia del informe hecho por la comisión médica sobre la fiebre contagiosa que se padeció en Cádiz el año de 1810